# طوني واكسموث
طوني واكسموث (بالألمانية: Toni Wachsmuth)‏ مواليد 15 نوفمبر 1986 في نويهاوس آم رنفيغ، ألمانيا الشرقية، هو لاعب كرة قدم ألماني سابق كان يلعب كمدافع.

## المسيرة الاحترافية

### أندية لعب لها
- كارل زايس يينا
- بادربورن 07
- كيمنتزر

## روابط خارجية
- طوني واكسموث على موقع قاعدة بيانات كرة القدم.إي يو (الإنجليزية)
- طوني واكسموث على موقع بيانات كرة القدم. دي إي (الألمانية)
- طوني واكسموث على موقع عالم كرة القدم.نت (الإنجليزية)